# Župić
Župić falu Horvátországban, Sziszek-Monoszló megyében. Közigazgatásilag Petrinyához tartozik.

## Fekvése
Sziszek városától légvonalban 12, közúton 20 km-re délnyugatra, községközpontjától 3 km-re nyugatra a Báni végvidék középső részén, Petrinya nyugati szomszédságában, a 37-es számú főút mentén, a Hrastovička gora azonos nevű magaslata alatt fekszik.

## Története
A település a Hrastovačka gora 264 méter magas Župić nevű magaslata alatt keletkezett a 19. században. Az első két katonai felmérés térképén még nem szerepel, csak a harmadik felmérés térképén tűnik fel, melyet 1869 és 1887 között készítettek. A katonai határőrvidék megszűnése után Zágráb vármegye Petrinyai járásának része volt. 1857-ben 28, 1910-ben 154 lakosa volt. A 20. század első éveiben a kilátástalan gazdasági helyzet miatt sokan vándoroltak ki a tengerentúlra. 1918-ban az új szerb-horvát-szlovén állam, majd később Jugoszlávia része lett. A második világháború idején a Független Horvát Állam része volt. A háború után a béke időszaka köszöntött a településre. Enyhült a szegénység és sok ember talált munkát a közeli városokban. A délszláv háború előestéjén lakosságának 90%-a horvát nemzetiségű volt. A falu 1991. június 25-én a független Horvátország része lett, de néhány hónap múltán 1991 szeptemberében elfoglalták a szerb erők és a Krajinai Szerb Köztársasághoz csatolták. A falut 1995. augusztus 6-án a Vihar hadművelettel foglalta vissza a horvát hadsereg. 2011-ben 85 lakosa volt.

## Népesség
| Lakosság változása | Lakosság változása | Lakosság változása | Lakosság változása | Lakosság változása | Lakosság változása | Lakosság változása | Lakosság változása | Lakosság változása | Lakosság változása | Lakosság változása | Lakosság változása | Lakosság változása | Lakosság változása | Lakosság változása | Lakosság változása |
| ------------------ | ------------------ | ------------------ | ------------------ | ------------------ | ------------------ | ------------------ | ------------------ | ------------------ | ------------------ | ------------------ | ------------------ | ------------------ | ------------------ | ------------------ | ------------------ |
| 1857               | 1869               | 1880               | 1890               | 1900               | 1910               | 1921               | 1931               | 1948               | 1953               | 1961               | 1971               | 1981               | 1991               | 2001               | 2011               |
| 28                 | 0                  | 0                  | 121                | 128                | 154                | 158                | 185                | 162                | 156                | 154                | 147                | 147                | 109                | 82                 | 85                 |

## Nevezetességei
A Gora és Petrinya közötti út a 19. század 40-es éveiben nagyon rossz állapotban volt. 1843 és 1846 között Josip Jelačić akkor még ezredesként katonáival kiszélesíttette és korszerűsíttette. Ennek emlékére 1846-ban az út mentén emlékművet építettek a tiszteletére, melyet az építésre emlékező német felirattal 1846. június 1-jén avattak fel. Az emlékművet a nép Banov kamennek, azaz bán kövének nevezte el. Az emlékművet a II. világháború után 1947-ben lebontották. 2009-ben a Matica Hrvatska petrinyai szervezete állíttatta helyre a bán halálának 150. évfordulójára.